# Hyloscirtus
Hyloscirtus és un gènere de granotes de la família dels hílids.

## Taxonomia
- Hyloscirtus albopunctulatus
- Hyloscirtus alytolylax
- Hyloscirtus armatus
- Hyloscirtus bogotensis
- Hyloscirtus callipeza
- Hyloscirtus caucanus
- Hyloscirtus charazani
- Hyloscirtus colymba
- Hyloscirtus denticulentus
- Hyloscirtus estevesi
- Hyloscirtus jahni
- Hyloscirtus larinopygion
- Hyloscirtus lascinius
- Hyloscirtus lindae
- Hyloscirtus lynchi
- Hyloscirtus pacha
- Hyloscirtus palmeri
- Hyloscirtus pantostictus
- Hyloscirtus phyllognathus
- Hyloscirtus piceigularis
- Hyloscirtus platydactylus
- Hyloscirtus psarolaimus
- Hyloscirtus ptychodactylus
- Hyloscirtus sarampiona
- Hyloscirtus simmonsi
- Hyloscirtus staufferorum
- Hyloscirtus tapichalaca
- Hyloscirtus torrenticola